# Vera Smole
Vera Smole (ur. 2 czerwca 1960 w Novo mesto) – słoweńska językoznawczyni. Zajmuje się dialektologią słoweńską i rozwojem historycznym dialektów słoweńskich.

## Życiorys
Studiowała słowenistykę i germanistykę na Wydziale Filozoficznym Uniwersytetu Lublańskiego; dyplom otrzymała w 1985 roku. W 1989 r. uzyskała magisterium, przedstawiając pracę nt. systemu dźwiękowego jednej z gwar dolnokraińskich. Doktoryzowała się w 1995 r. na podstawie rozprawy dot. morfologii tejże gwary.
W 1985 r. została zatrudniona w Sekcji Dialektologicznej Instytutu Języka Słoweńskiego. W 1993 r. objęła stanowisko asystenta na Wydziale Filozoficznym Uniwersytetu Lublańskiego, a w 1996 r. została powołana na stanowisko docenta.

## Wybrana twórczość
- Govor vasi Šentrupert in okolice (1990)
- Poimenovanja za kozolec ter njegov steber, late in stol v slovenskih narečjih (1996)
- Pozicijski razvoj kratkih o in o /nosnika/ v vzhodnodolenjskih govorih (1997)
- Slovenske dežele in njihova narečja (1998)
- Šentjernejski govor (1999)
- Šmarski govor (2007)